# Espiral (revista)
Espiral, Revista mensual de Artes y Letras fue una revista colombiana fundada por el exiliado español, escritor y editor, Clemente Airó y el escritor Luis Vidales. La revista circuló entre 1944 hasta el año de muerte de Airó en 1975. La revista Espiral nació con el propósito de ser un espacio de debate, de disputa y de conflicto sobre la producción de las obras. A lo largo de su existencia quienes colaboraron con la revista eran exiliados, tanto colombianos expatriados como latinoamericanos y españoles, creando así, un espacio de utopía como sinónimo de resistencia y reinvención permanente.

## Historia
En su primera etapa de existencia estuvo dirigida por Luis Vidales y Clemente Airó hacia parte Consejo de Redacción, siendo el principal colaborador de la revista de principio a fin. Dicho consejo estaba compuesto por un grupo de hombres intelectuales, literatos y artistas, entre algunos de ellos se encontraba el poeta Fernando Charry Lara, el filósofo Danilo Cruz Vélez, el fotógrafo Luis Benito Ramos y los escritores Octavio Amórtegui y José Antonio Osorio Lizarazo. Más adelante se unieron al equipo de redacción Eduardo Mendoza Varela, Álvaro Sanclemente, Jaime Tello, Daniel Arango, José Constante Bolaño y Guillermo Payán Archer. También colaboraron con algunos artículos o publicaron en ediciones Espiral, Andrés  Holguín, Luis Enrique Sendoya, Vidal Echeverría, Helcías Martán  Gongora y Meira del Mar, entre otros.
La trayectoria de la revista se divide en tres épocas: la primera, de abril de 1944 (N.° 1) a septiembre de 1945 (N.° 13); la segunda, de julio de 1948 (N.° 14) a octubre de 1958 (N.° 75); y la tercera, de junio de 1960 (N.°76) con un cambio radical en la paginación y diagramación general de la revista, y finaliza en marzo de 1975, meses antes de la muerte de Airó en Bogotá. En su totalidad lograron publicar 135 números entre 1944 y 1975.

### Nombre
Los editores de la revista escogieron la metáfora de la espiral como título de su publicación para hacer referencia al ascenso imparable de la cultura “producto de las manos artífices de siglos y siglos de rozamiento y pulido al contacto de las  aguas y arenas  de  los  océanos”. Esto implicaba una actitud abierta y cambiante; abierta frente a la polifonía de voces que tenían presencia en la cultura hispanoamericana, de la cual quiso ser “un puente de unión de las letras con la geografía del idioma”.

## Secciones
Espiral era una revista de literatura y arte, concentrada en cuatro secciones permanentes: poesía, narrativa, ensayo y artes plásticas. Combinaba la creación con la crítica. Sus creadores creían que, al menos, debía existir tres ejes centrales de una revista como esta: primero, interpretar las aspiraciones de cultura y de las raíces de las  colectividades a las cuales pertenecía; segundo, publicar trabajos principalmente de autores aún no consagrados por las grandes empresas editoriales y, finalmente, no permitir “inhibiciones emanadas de los círculos de poder circunstanciales, temporales”.

## Escritores publicados
Por medio de los premios de novela, cuento, poesía y ensayo Espiral, se publicaron destacados escritores como Hernando Téllez, Eduardo Caballero Calderón, Carlos Arturo Truque, Natanael Díaz, Fanny Buitrago, Helcías Martán Góngora, Pedro Gómez Valderrama, entre muchos más. Asimismo, pretendían tener un horizonte iberoamericano, incluyendo autores y artistas de toda América Latina, España y Brasil.

## Logros
Espiral organizó cinco concursos anuales de cuento, ensayo, poesía y novela entre 1951-1955 que dieron a conocer voces periféricas como la de Meira Delmar, Álvaro Mutis y Enrique Buenaventura. La revista creó una asociación de artistas y escritores y una red de interconectividad entre revistas latinoamericanas, un circuito de exposiciones, crítica de arte y, finalmente, la Editorial Espiral.